# 令和4年台風第14号
令和4年台風第14号（れいわ4ねんたいふうだい14ごう）は、2022年9月14日に日本の南の海上（小笠原近海）で発生し、9月18日に非常に強い勢力で鹿児島県に上陸した台風である。アジア名は「ナンマドル（Nanmadol）」。
この年は、ラニーニャ現象の影響で平年よりも日本の近くで台風が発生する傾向にあった。

## 経過

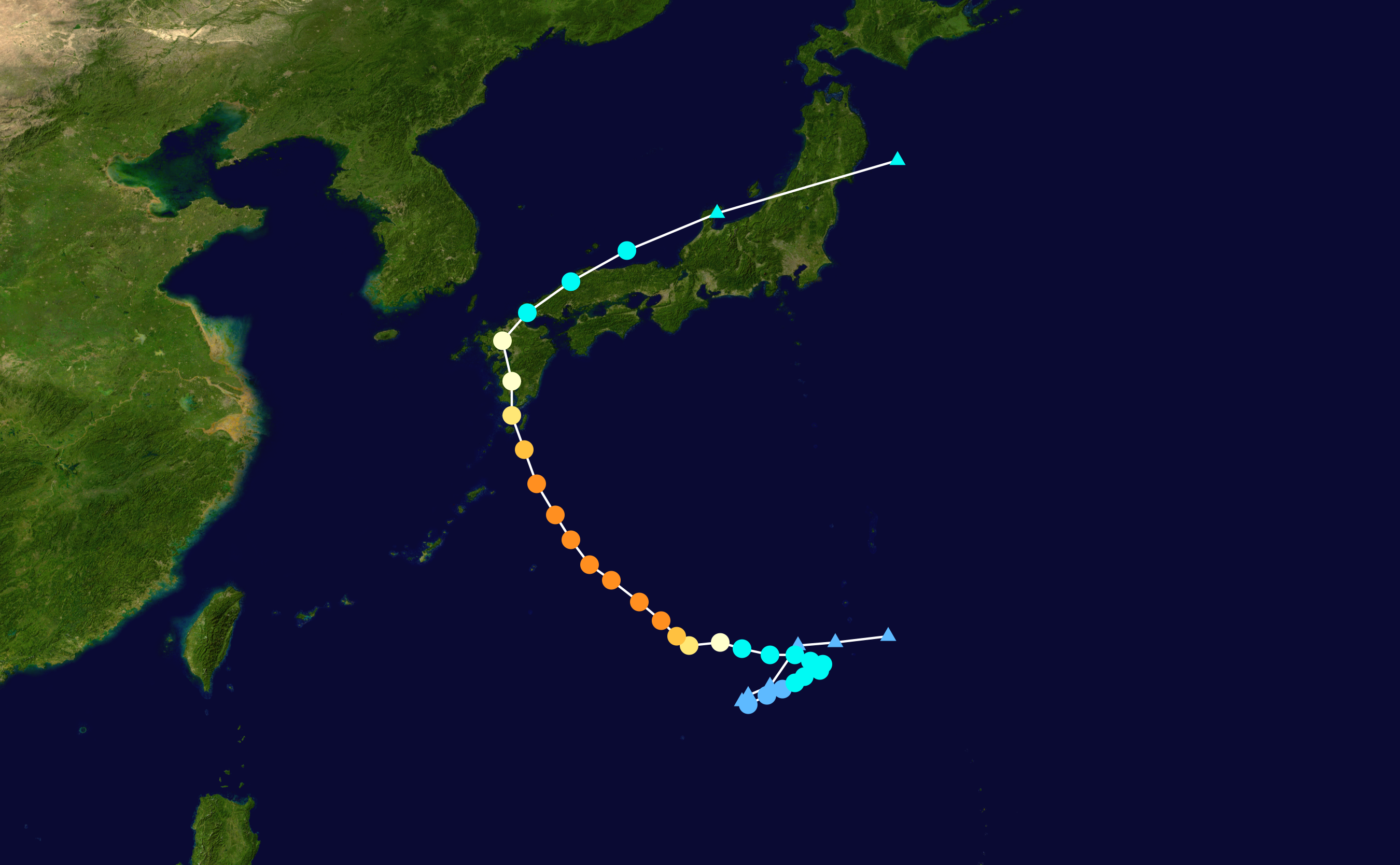
台風14号の進路図

9月9日・午前9時に気象庁は、日本の南海上で熱帯低気圧が発生したと、天気図上に示した。その後数時間で低圧部となったものを再度熱帯低気圧に発達したと解析した。
9月12日・午前11時にJTWCは、臨時発表にて熱帯低気圧形成情報（TCFA）を発表した。
9月13日・午前3時に気象庁は、この熱帯低気圧が台風に発達する可能性を発表した。
9月14日・午前3時、 気象庁は、熱帯低気圧が台風に発達したと発表した。
9月15日・午前6時、985hpaとなり、暴風域をともなった。さらに、975hpaと勢力を強め、最大風速は30m/sとなった。

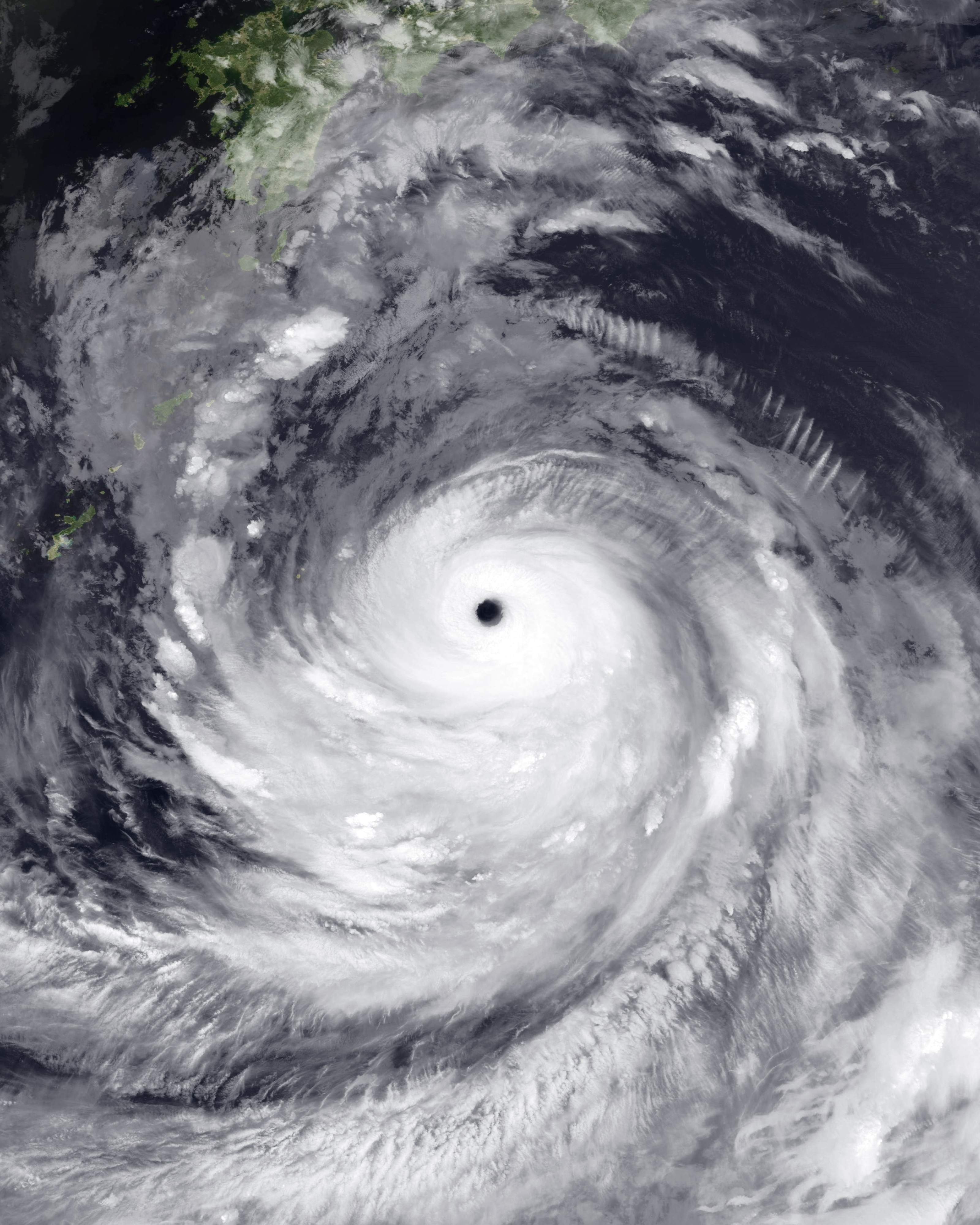
9月16日の衛星画像

9月16日、台風は大型で強い勢力となり、同日9時に非常に強い勢力となった。その勢力を発達させながら、北東に進んだ。同日14時ごろ、名古屋大学の坪木和久教授らは航空機から台風の眼の観測を行った。
その後、急速に勢力を強め、17日午前1時には925hpaとなり、最大瞬間風速70m/sとなった。そして、同日午前3時中心気圧910hpa、最大風速55m/sと猛烈な強さとなり、大東島地方へ接近した。大東島地方では、午後1時に一部が暴風域に入り、屋根が飛ぶなどの被害が起きた。
9月17日・午前11時、気象庁は緊急記者会見を開き、「経験したことのないような暴風、高波、高潮、記録的な大雨のおそれ」があるとして、暴風波浪高潮大雨特別警報を九州北部と九州南部に発表する可能性について解説した。大型で猛烈な台風であったため、報道では「過去最強クラスの勢力」「危険台風」などという表現も用いられた。
9月17日、気象庁が鹿児島全域で2013年の運用開始以来3度めとなる、台風を要因とする特別警報（暴風・波浪・高潮）を発表した。沖縄以外で発表されるのは初めてのことである。
当初はその後、熊本県・長崎県・佐賀県・福岡県などでも発表する可能性があるとした。その後、大型で非常に強い台風に勢力を落とすが、種子島では、9時9分最大瞬間風速43.5m/s、7時42分には最大瞬間風速42.1m/sを記録した。屋久島町の尾之間では、9時10分最大瞬間風速43.5m/sを観測した。また、屋久島空港で最大瞬間風速50.9m/sを観測した。同日7時50分、大東島地方の暴風警報を解除した。気象台では高波に注意するよう呼び掛けている。そして、午前9時、鹿児島市で最大瞬間風速39.1m/s、長崎県雲仙普賢岳で38.5m/sを観測した。
9月18日・午後1時頃、屋久島では実測値で932.3hPa、種子島では946.3hPaをそれぞれ観測した。これは過去最低記録である。
9月18日・午後3時10分、宮崎県で猛烈な雨が降り続き大雨特別警報を発表した。その後、午後5時30分頃指宿市を台風の中心が通過した。
9月18日・午後7時、台風は鹿児島市付近に上陸した。上陸時の中心気圧は935hPaで、日本に上陸した台風の中では過去4番目に低い（現行の強さ表現となった2000年以降では最も低い気圧）。鹿児島県内を北上中の午後9時14分には、大分県佐伯市蒲江で最大瞬間風速50.4m/sを観測した。
しかし、九州の山間部を通ったので水蒸気を取り込むことができず、急速に勢力を落とした。
そのため、九州北部に台風による特別警報(暴風、波浪、高潮)が出されることはなかった。
9月19日、気象庁は「台風14号が午前3時ごろ、福岡県柳川市付近に上陸した」と発表。
9月19日・午前3時、福岡県柳川市付近に再上陸、九州を中心に台風本体の発達した雨雲がかかり続けた。
9月19日・午前11時、宮崎県に発表していた大雨特別警報を大雨警報に切り替えた。
9月19日・午後4時半頃、島根県出雲市付近に再上陸した。
9月20日・午前4時過ぎ、新潟県新潟市付近に再上陸した。
9月20日・午前9時、三陸沖で温帯低気圧に変わった。
事後解析では、上陸時の気圧は935hPaから940hPaに下方修正された。これにより日本で過去4番目に低い気圧で上陸した結果は過去5番目に低い気圧で上陸したことになった。ただし勢力の表記には変更はなく、非常に強い勢力で日本に上陸したと解析されたため、「平成30年台風第21号以来の非常に強い勢力での日本列島上陸」は正式記録となった。
| 順位     | 名称                               | 国際名   | 中心気圧（hPa） | 上陸日時                        | 上陸地点     |
| -------- | ---------------------------------- | -------- | --------------- | ------------------------------- | ------------ |
| 1        | 第2室戸台風 （昭和36年台風第18号） | Nancy    | 925             | 1961年（昭和36年）9月16日 9時   | 室戸岬西方   |
| 2        | 伊勢湾台風 （昭和34年台風第15号）  | Vera     | 929             | 1959年（昭和34年）9月26日 18時  | 潮岬西方     |
| 3        | 平成5年台風第13号                  | Yancy    | 930             | 1993年（平成5年）9月3日 16時    | 薩摩半島南部 |
| 4        | ルース台風 （昭和26年台風第15号）  | Ruth     | 935             | 1951年（昭和26年）10月14日 19時 | 串木野市付近 |
| 5        | 令和4年台風第14号                  | Nanmadol | 940             | 2022年（令和4年）9月18日 19時   | 鹿児島市付近 |
| 5        | 平成3年台風第19号                  | Mireille | 940             | 1991年（平成3年）9月27日 16時   | 佐世保市南   |
| 5        | 昭和46年台風第23号                 | Trix     | 940             | 1971年（昭和46年）8月29日 23時  | 佐多岬       |
| 5        | 昭和40年台風第23号                 | Shirley  | 940             | 1965年（昭和40年）9月10日 8時   | 安芸市付近   |
| 5        | 昭和40年台風第15号                 | Jean     | 940             | 1965年（昭和40年）8月6日 4時    | 牛深市付近   |
| 5        | 昭和39年台風第20号                 | Wilda    | 940             | 1964年（昭和39年）9月24日 17時  | 佐多岬       |
| 5        | 昭和30年台風第22号                 | Louise   | 940             | 1955年（昭和30年）9月29日 22時  | 薩摩半島     |
| 5        | 昭和29年台風第5号                  | Grace    | 940             | 1954年（昭和29年）8月18日 2時   | 鹿児島県西部 |
| （参考） | 室戸台風                           |          | 911.6           | 1934年（昭和9年）9月21日        | 室戸岬西方   |
| （参考） | 枕崎台風 （昭和20年台風第16号）    | Ida      | 916.3           | 1945年（昭和20年）9月17日       | 枕崎町付近   |

## 特徴
この台風の特徴として、秋台風としては動きが遅いこと、勢力を維持したまま上陸したことの2つが挙げられる。
台風の動きがここまで遅くなったのは、偏西風が例年より北寄りである北海道側で吹いていたため、偏西風に乗れず速度が上がらなかったことが要因である。また、進路上の海水温が例年よりも高かったために強い勢力を維持したまま上陸し、九州地方を中心に非常に強い雨が長時間降った。

## 影響・被害

### 被害状況

#### 日本
| 人的被害   | 人的被害   | 人的被害 | 住家被害 | 住家被害 |
| ---------- | ---------- | -------- | -------- | -------- |
| 死者       | 死者       | 5人      | 全壊     | 17棟     |
| 行方不明者 | 行方不明者 | 0人      | 半壊     | 248棟    |
| 負傷者     | 重傷       | 20人     | 一部破損 | 1,914棟  |
| 負傷者     | 軽傷       | 141人    | 床上浸水 | 612棟    |
| 負傷者     | 程度不明   | 0人      | 床下浸水 | 698棟    |
| 合計       | 合計       | 166人    | 合計     | 3,489棟  |

近年まれに見る巨大台風ではあったが、上陸直前に衰えはじめたことや、災害への警戒が呼びかけられたことなどから、その勢力の割に被害の規模は比較的小さかった。
大東島地方
北大東村では建物の屋根の一部が飛ばされた。
南大東村では県道に木が倒れて道路をふさいでいる。
また、サトウキビが横倒しになるなどの被害も発生している。
鹿児島県
9月18日 午後9時半  県内で6人がけがをした。以下はいずれも18日の被害である。
鹿児島市鴨池で、街路樹や道路標識が倒れた。
午後2時半ごろ、鹿児島市高麗町の交通局跡で再開発中のキラメキテラスでクレーンが折れそうになり、消防に通報があった。
屋久島町の消防署で、強風の影響で扉が突然閉まり、消防隊員が右手をはさまれ、人さし指の骨を折る大けがをした。
鹿児島市で90代の男性が強風で転倒して足の付け根の骨を折った
鹿児島市で60代の女性が自宅の玄関のドアが強風で急に閉まり、左足にけがをした。
宮崎県
9月18日 午後5時  県内で10人のけが人が確認されている。
日南市広渡川谷之城橋の観測所で氾濫危険水位を超えた。また、一ツ瀬川でも氾濫危険水位を超えた。
9月18日午後1時現在、宮崎市では、18日午後1時までに6人が風にあおられるなどしてケガをした。
9月18日・午前11時  延岡市では、80代の男性が風にあおられるなどして転倒し、顔にケガをした。
19日午前8時ごろ、都城市高城町穂満坊で、農地に車が取り残されているのを大淀川の堤防のすぐそばパトロールをしていた消防団員が見つけ、消防が車内を捜索したところ、60代の男性1人が見つかり、その場で死亡が確認された。。
三股町長田では山の斜面が幅200メートル、高さ50メートルにわたって崩れ、小屋が土砂に押し流された。この土砂災害によって警察や県の災害救助要請を受けた自衛隊などが救助作業をした結果、19日午後2時半に男性1人が意識不明の状態で見つかった。その後、病院に搬送されたが、およそ1時間後に死亡が確認された。
串間市では、避難所になっていた市総合体育館の窓ガラスが割れ避難していた女性１人が足にケガをした。
熊本県
9月18日・午後9時半、県内で2人がけがをした。
佐賀県
9月19日・午前7時、県内で1人がけがをした。
高知県
9月18日・午後9時半、県内で1人がけがをした。また、16日には台風接近に伴い波の高さが約3メートルと高くなっていた桂浜で、20歳の男子大学生が高波に流される水難事故が発生した。18日時点で男子大学生は行方不明となっている。
愛媛県
9月18日・午後9時半、県内で2人がけがをした。
山口県
9月19日・午前7時、県内で1人がけがをした。
岩国市で本流の錦川が増水したため支流の川の水が逆流した。これにより、道路や田畑が冠水した。
広島県
9月18日・午後9時半、県内で1人がけがをした。
福岡県
9月18日・午後9時半、県内で4人がけがをした。
北九州市戸畑区でビルの屋上に設置された看板が根元から折れて傾いた。周辺の道路では車や歩行者の通行を規制している。
東京都
台風の影響で関東地方でも局地的に大雨となった。東京メトロ東西線の飯田橋駅から九段下駅の間の線路が冠水し、一部区間で約8時間運転見合わせとなった。
滋賀県
彦根市の彦根城にある、重要文化財の「馬屋」の門扉が外れ、倒れた。同市の危機管理課は、強風の影響で外れたとみている。

#### JPN

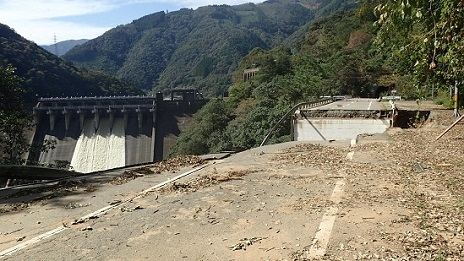
崩落した国道327号 (宮崎県東臼杵郡諸塚村七ツ山)

#### 韓国
韓国では釜山の地下鉄駅で1人が負傷した。蔚山では18日の夜から19日の朝まで、数百世帯が最大3時間停電した。また、済州島北部の海岸では1人の行方不明者が出た
。

### 特別警報
9月17日・21時40分、気象庁は鹿児島県に暴風・波浪・高潮特別警報を発表した。台風等を要因とする特別警報が沖縄県以外に発表されるのは初めてのことであった。19日3時前には高潮が、8時には暴風・波浪の特別警報が解除若しくは警報や注意報へ切り替えられた。 
また、宮崎県では9月18日15時10分に大雨特別警報を発表された。19日午前に解除若しくは警報や注意報へ切り替えられた。 

### 災害救助法の適用
9月18日、内閣府は台風による災害発生の可能性があるとして、福岡県、長崎県、熊本県、宮崎県、鹿児島県の全市町村に対して災害救助法を適用することを発表した。災害発生前の段階での事前適用は、2021年の同法改正により可能になったもので、この規定による適用は今回が初の事例となった。
9月18日午後4時時点での災害救助法の適用自治体は、山口県、高知県、福岡県、佐賀県、長崎県、熊本県、大分県、宮崎県、鹿児島県の計132市130町24村。

### 避難指示等の状況
警戒レベル5 (緊急安全確保)
- 鹿児島県 - 8市・1町・115319世帯・266,972人
- 宮崎県 - 4市・8町・2村・79375世帯・170366人[68][69]
- 大分県 - 3市・59922世帯・123093人[69]
- 熊本県 - 1村・518世帯・1229人[69]
- 山口県 - 2市・9566世帯・21265人[70]
- 広島県 - 1市・1区・3609世帯・7389人

警戒レベル4 (避難指示)
- 広島県 - 1市・5万2819世帯・11万5986人
- 山口県 - 1市・2万1837世帯・4万8859人
- 佐賀県 - 1町・3,608世帯・9,611人
- 長崎県 - 2市・1町・230,952世帯・451,799人
- 熊本県 - 4市・7町・3村・117,557世帯・259,756人
- 宮崎県 - 8市・12町・1村・452,363世帯・964,776人
- 鹿児島県 - 17市・12町・4村・615,429世帯・1,216,226人

### 交通
新幹線
9月18日、九州新幹線は熊本駅と鹿児島中央駅の間で、終日運転を見合わせた。また、博多駅と熊本駅の間で正午ごろから運転を見合わせた。
9月19日、九州新幹線全線、山陽新幹線の広島駅と博多駅の間、博多南線が終日運転を取りやめた。また、山陽新幹線の広島駅と新大阪駅の間は始発から本数を減らして運行し、14時頃から順次運転を取りやめた。東海道新幹線も午後から名古屋駅と新大阪駅の間で運休し、東京駅と名古屋駅の間を大幅に運転本数を減らした。
在来線・私鉄
9月17日、午後から宮崎―鹿児島中央間を走るJR九州の「きりしま」などの特急列車が順次運休になった。
9月18日、JR九州の路線で幅広く運休や遅延が発生しており、特急は全て運転を見合わせた。JR西日本でも山口県や瀬戸大橋線などで運休となった。JR四国も瀬戸大橋線や特急列車に運休が発生している。
19日はJR各社や私鉄で各地で運休や遅延が発生している。
航空

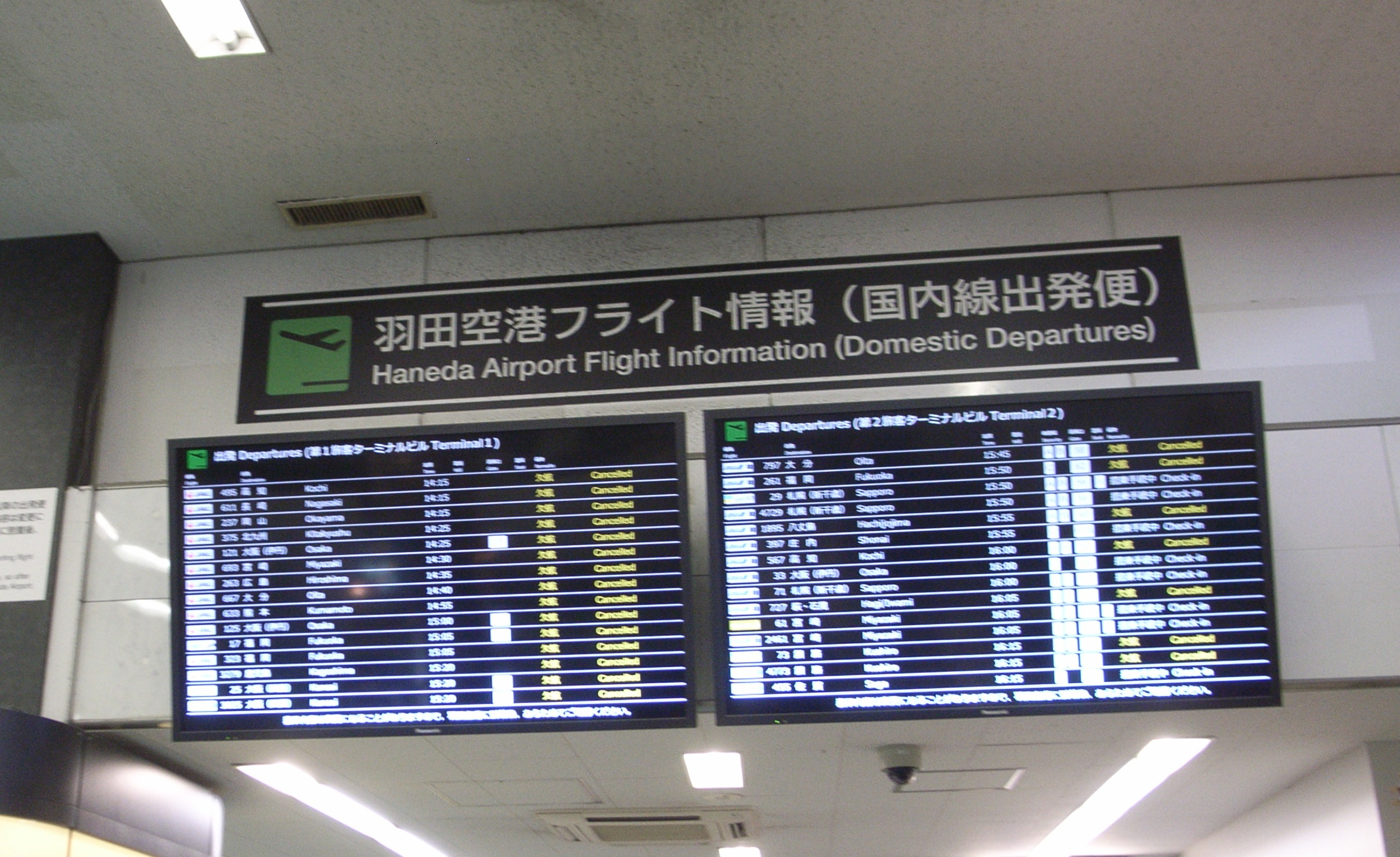
羽田空港発便運休を伝えるフライトインフォメーションボード（大半がキャンセル表示）

9月17日 、空の便では、九州発着便を中心に160便以上が欠航となり、約9800人に影響が出た。
道路
強風や大雨のため九州地方、中国地方及び四国地方の一部の高速道路の一部で通行止めが発生した。
宮崎県諸塚村の国道327号で、道路が陥没した。
広島県廿日市市の国道186号で、道路が崩落した。

### 電力
9月19日 午前7時現在、日本全国であわせて31万7800戸余りが停電している。
 日本
- 鹿児島県 - 約10万5070戸
- 宮崎県 - 約8万3740戸
- 長崎県 - 約3万4390戸
- 大分県 - 約3万500戸
- 熊本県 - 約2万4450戸
- 佐賀県 - 約7550戸
- 福岡県 - 約4590戸
- 山口県 - 約1万2700戸
- 岡山県 - 約4370戸
- 広島県 - 約390戸
- 島根県 - 約350戸
- 鳥取県 - 約70戸

 韓国
- 蔚山広域市 - 数百戸

### 携帯電話
- NTTドコモは、大分県の佐伯市、宮崎県の延岡市、宮崎市、日南市、鹿児島県の鹿屋市、垂水市、南大隅町、屋久島町の一部の地域で携帯電話がつながらないか、つながりにくい状況となっている。
- auのKDDIは、宮崎県では宮崎市、日南市、鹿児島県では肝付町、南大隅町、南種子町、中種子町の一部の地域で、携帯電話がつながらないか、つながりにくい状況になっている。
- ソフトバンクは、宮崎県の宮崎市、都城市、日南市、串間市、椎葉村、美郷町、鹿児島県の鹿屋市、枕崎市、垂水市、日置市、曽於市、霧島市、いちき串木野市、志布志市、奄美市、南九州市、十島村、湧水町、東串良町、錦江町、南大隅町、肝付町、南種子町、屋久島町、大和村の一部の地域で、携帯電話がつながりにくい状況となっている。
- 楽天モバイルもKDDIの回線を利用している地域のうち、宮崎県と鹿児島県の一部で携帯電話がつながりにくい状況になっている。

### 氾濫危険水位
NHKによると19日5時までに5の県で氾濫危険水位を超えている河川があるとなっている。
広島県
- 広島市佐伯区にある水内川の湯来観測所
- 安芸太田町にある太田川の土居観測所

山口県
- 岩国市にある錦川の出合観測所、錦橋観測所、宮の串観測所、南桑観測所
- 岩国市にある生見川の鮎谷観測所
- 岩国市にある島田川の玖珂入南橋観測所と土手観測所
- 岩国市にある本郷川の小壁観測所
- 岩国市にある宇佐川の出市観測所
- 下松市にある平田川の平田観測所
- 下松市にある切戸川の桜大橋観測所
- 周南市にある渋川の城平観測所
- 周南市にある夜市川の下佐畑橋観測所と夜市観測所
- 下関市にある粟野川の宮迫観測所
- 下関市にある木屋川の上大野観測所
- 長門市にある掛淵川の芝崎観測所
- 萩市にある明木川の明木観測所
- 美祢市にある厚東川の信高橋観測所
- 美祢市にある厚狭川の東厚保観測所
- 山口市にある仁保川の御堀橋観測所
- 山口市にある吉敷川の大歳観測所
- 山口市にある九田川の九田観測所
- 田布施町にある灸川の灸川橋観測所

長崎県
- 対馬市にある佐護川の佐護川観測所

熊本県
- 相良村にある川辺川の県川辺観測所
- 球磨村にある球磨川の渡観測所と大野観測所
- 人吉市にある球磨川の人吉観測所

大分県
- 杵築市にある八坂川の大川司橋観測所と八坂橋観測所
- 大分市にある尼ヶ瀬川の尼ヶ瀬樋門観測所
- 由布市にある宮川の宮川橋観測所
- 佐伯市にある久留須川の向船場橋観測所
- 日田市にある玖珠川の天瀬橋観測所

宮崎県
- 綾町にある綾北川の入野橋観測所
- 宮崎市にある大谷川の城の下橋観測所
- 宮崎市にある瓜田川の番所橋観測所
- 西都市にある一ツ瀬川の杉安橋観測所と瀬口橋観測所
- 延岡市にある北川の熊田橋観測所
- 延岡市にある五ヶ瀬川の川水流橋観測所
- 延岡市にある小川の葛葉大橋観測所
- 高千穂町にある五ヶ瀬川の音の谷吊橋観測所
- 西米良村にある一ツ瀬川の村所橋観測所
- 国富町にある本庄川の嵐田観測所
- 国富町にある深年川の太田原観測所
- 延岡市にある五ヶ瀬川の松山観測所

### ダム
小丸川水系にある木城町の松尾ダムと美郷町の渡川ダム、それに五ヶ瀬川水系にある延岡市の祝子ダムについて、水位が上昇していることから18日午後5時までに緊急放流を開始した。
また、19日は山口県の周南市にある向道ダムや山口県と広島県にまたがる小瀬川ダムでも緊急放流した。

### その他
大手コンビニチェーンのセブンイレブンは九州、中国地方の店舗のうち約610店舗を17日午後9時以降順次、臨時休業することを発表した。また、同じく大手コンビニのファミリーマートやローソンも九州の一部店舗で計画休業することが決まっている。
各地でイベントや公共施設、ショッピングモールやデパートなどの商業施設などで臨時休業や営業時間の変更が相次いでいる。
台風が中国地方を通過中の9月19日には、台風に吹き込む南風の影響でフェーン現象が起こったことで新潟県と東北地方の日本海側を中心に気温が上がり、新潟県三条市で37.2℃、秋田県にかほ市で36.1℃などを観測。

## 日本政府の対応

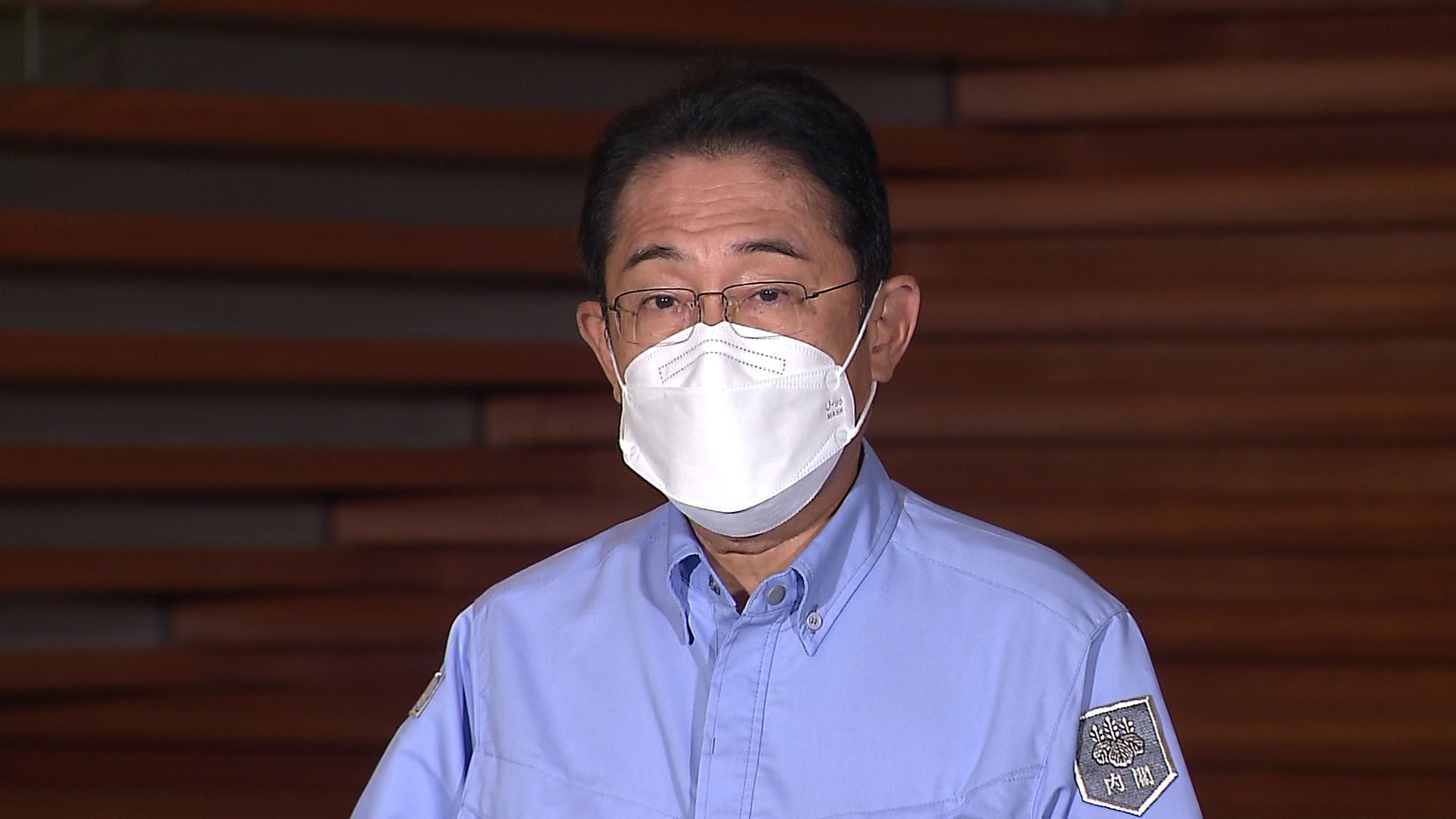
台風14号への対応及び国連総会への出発延期についての会見 (9月19日)

内閣総理大臣の岸田文雄は18日午後、総理大臣官邸で台風第14号に関する関係閣僚会議を開催し、国民の安全確保のための万全対応を指示した。これにより、9月20日にアメリカのニューヨークで開催される国連総会に出席するための出発の予定が9月19日であったが、1日遅らせた9月20日出発となった。
2022年10月28日、政府はこの台風による大雨を激甚災害に指定することを閣議決定し、この政令は同年11月2日に公布されることになった。